# Gaetano La Porta
Gaetano La Porta (Pescara, 8 maggio 1918 – ...) è stato un calciatore italiano, di ruolo centrocampista.

## Carriera
Nella stagione 1940-1941 fa parte della rosa del Pescara (di cui era tesserato già dal 1938), con cui vince il campionato di Serie C e conquista la promozione in Serie B.
Nella stagione 1945-1946 ha giocato in Divisione Nazionale con la maglia del Pescara; fa il suo esordio in massima serie il 10 febbraio 1946 in Palermo-Pescara (1-0). Scende poi in campo anche nella vittoria casalinga per 4-0 contro l'Anconitana del 3 marzo 1946 e nella sconfitta per 6-0 sul campo della Lazio del 17 marzo del medesimo anno. Chiude la stagione con 3 presenze senza reti.
A fine stagione viene messo in lista di trasferimento dal Pescara e passa al Taranto, società di Serie B, con cui rimane per una stagione senza però giocare partite di campionato. Nella stagione 1948-1949 veste la maglia del Sulmona, con cui gioca per una stagione in Promozione.

## Palmarès

### Club

#### Competizioni nazionali
- Serie C: 1

Pescara: 1940-1941